# Lucifer Star Machine
Lucifer Star Machine ist eine Punk-’n’-Roll-Band aus Hamburg. Ihren musikalischen Stil bezeichnet die Band selbst als „Fired up Rock ’n’ Roll“, der von Punk und Hard Rock beeinflusst ist. Als musikalische Referenzen werden Motörhead, Misfits, Ramones und Turbonegro genannt.

## Geschichte
Das Quintett wurde 2002 in der englischen Hauptstadt London gegründet und ist seitdem mehrere Male durch Europa getourt. Lucifer Star Machines erste Single Death Baby erschien 2004 und wurde von Rat Scabies, dem Original-Schlagzeuger und Gründungsmitglied der Punk-Band The Damned, produziert. Nach zwei Alben auf verschiedenen Independent-Labels wurde ihr drittes Album Rock’n’Roll Martyrs 2013 von der deutschen Plattenfirma I Sold My Soul Media veröffentlicht. Die Platte wurde bei der renommierten Music Producers Guild in England als Album des Jahres nominiert. Auch der Produzent des Albums, Andy Brook, war in mehreren Sparten, unter anderem als „UK Producer of the Year“, vorgeschlagen. Zu den Albumtracks Dead And Gone, Sulphur & Speed und Death or Jail wurden von der Londoner Kreativagentur GVFilm offizielle Musikvideos gedreht.
2012 kehrte Gründer und Bandleader Tor Abyss in seine Heimat nach Deutschland zurück. Zwei Jahre später löste er die immer noch in London ansässige Band auf, um in seiner neuen Heimatstadt Hamburg einen Neuanfang zu wagen.
Lucifer Star Machine wurde im Herbst 2014 in Hamburg neu aufgestellt, mit einer erstmals gesamtdeutschen Besetzung., Die erste Veröffentlichung mit der neuen Combo war die Single Eat Dust am 12. Dezember 2015 durch die deutsche Plattenfirma Wolverine Records. Regie bei dem begleitenden Musikvideo führte Dirk Behlau von Beastwood Films bekannt durch seine Arbeit mit Sick of It All, Meteors, Leningrad Cowboys, The Creepshow und V8 Wankers.
Eine weitere Single mit dem Titel Your Love Remains wurde von dem amerikanischen Label Self Destructo Records im Sommer 2016 veröffentlicht. Die B-Seite ziert eine Cover-Version des Tracks Breakdown, der amerikanischen Punkrock/Melodic-Hardcore-Band Youth Brigade. Auch zu Your Love Remains wurde ein Musikvideo gedreht. Es wurde wieder die Londoner Kreativagentur GVFilm verpflichtet. Drehort war diesmal Hamburg. Stilistisch und filmtechnisch lehnte man sich an Grindhouse-Produktionen der 70er und 80er Jahre an.
Die Gruppe spielte 2019 beim Wacken Open Air, wo auch Gruppen wie Body Count, Slayer, Rose Tattoo und Airbourne auf der Besetzungsliste standen.
Im Dezember 2019 unterschrieb die Band einen Plattenvertrag mit der schwedischen Plattenfirma The Sign Records, die das vierte Album der Band mit dem Titel The Devil's Breath am 3. April 2020 weltweit veröffentlichte. Zur Bewerbung des Albums wurden vier Musikvideos veröffentlicht. Die Londoner Firmen GVFilm und Timebomb Pictures zeichnen für die beiden Videos zu The Void und Baby, When You Cry verantwortlich, während der Clip zu Dwell in Misery von PhiSch Foto & Video aus Braunschweig gedreht wurde. Dirk Behlau (Beastwood Film) kam zum Einsatz, indem er das Video für den Track El Camino Real visuell umsetzte. Koefte De Ville, Sänger der Berliner Psychobilly Band Mad Sin, spielt in dem Video einen Sheriff. 2022 stießen Schlagzeuger „Captain Fettsau“ (ex-Teenage Love Guns) und Gitarrist Ramon Sitoci (ex-Mad Sin) zur Band.

## Diskografie

### Studioalben
- 2005: Fire In Your Hole (Noisemaker Records)
- 2009: Street Value Zero (Nicotine Records / Tornado Ride Records)
- 2013: Rock’n’ Roll Martyrs (I Sold My Soul Media)
- 2020: The Devil`s Breath (The Sign Records)
- 2023: Satanic Age (The Sign Records)

### Singles
- 2004: Death Baby (Black Tongue Records)
- 2015: Eat Dust (Wolverine Records)
- 2016: Your Love Remains (Self Destructo Records)
- 2020: The Void (The Sign Records)
- 2020: Baby, When You Cry (The Sign Records)
- 2022: Censorshipped (The Sign Records)

### EPs
- 2018: Evil Blood (Gods Candy Records)

### Kompilationen
- 2011: Drink, Fight, Fuck, Vol. 4 (Cockroach Records / Zodiac Killer Record)